# Trânsito de Vênus em Marte
O trânsito de Vênus (português brasileiro) ou Vénus (português europeu) em Marte acontece quando o planeta Vênus passa diretamente entre o Sol e Marte, obscurecendo uma pequena parte do disco solar na perspectiva de um observador em Marte. Durante um trânsito, Vênus pode ser visto de Marte como um pequeno disco escuro se movendo ao longo da face do Sol.

## Frequência e ocorrência
Ninguém jamais viu um trânsito de Vênus em Marte, mas o próximo acontecerá em 19 de agosto de 2030, acontecimento que poderia ser observado por sondas espaciais ou ou hipotéticos colonizadores de Marte. Trânsitos de Vênus em Marte ocorrem com maior frequência do que trânsitos da Terra, sendo ainda mais frequentes do que trânsitos de Vênus na Terra.
O período sinódico Vênus-Marte é de 333.92 dias. Este pode ser calculado utilizando-se a fórmula 1/(1/P-1/Q), onde P é o período orbital de Vênus (224.701 dias) e Q é o período orbital de Marte (686.98 dias).
A inclinação da órbita de Vênus em relação à elipse de Marte é 1.94°, o que representa menos do que o valor de 3.39º em relação à eclíptica da Terra.

## Séries
Analisando as observações empíricas das datas dos trânsitos, há indicações de que os trânsitos ocorrem dentro de séries separadas; dentro de cada série, os trânsitos são separados por 24042.45 dias (quase 65 anos e 10 meses). Isso corresponde a 72 períodos sinódicos Marte-Vênus, ou 35 períodos orbitais marcianos, ou 107 períodos orbitais venusianos.
Na tabela abaixo, os nomes da série começando com "A" se encontram próximos ao nodo ascendente em relação à eclíptica marciana, e ocorrem quando Vênus possui um diâmetro angular de aproximadamente 23–24". Os nomes das séries começando com "D" se encontram próximos ao nodo descendente em relação à eclíptica marciana, e ocorre quando Vênus possui um diâmetro angular de aproximadamente18–19".
| Trânsitos de Vênus em Marte | Séries |
| --------------------------- | ------ |
| 3 de maio de 1703           | Da1    |
| 20 de setembro de 1730      | Aa1    |
| 2 de maio de 1735           | Db2    |
| 1º de março de 1737         | Db1    |
| 17 de julho de 1764         | Ab1    |
| 27 de fevereiro de 1769     | Da1    |
| 17 de julho de 1796         | Aa1    |
| 27 de fevereiro de 1801     | Db2    |
| 15 de maio de 1830          | Ab1    |
| 27 de dezembro de 1834      | Da1    |
| 15 de maio de 1862          | Aa1    |
| 26 de dezembro de 1866      | Db2    |
| 11 de março de 1896         | Ab1    |
| 25 de dezembro de 1898      | Da2    |
| 24 de outubro de 1900       | Da1    |
| 12 de março de 1928         | Aa1    |
| 23 de outubro 1932          | Db2    |
| 22 de outubro 1964          | Da2    |
| 22 de agosto 1966           | Da1    |
| 7 de janeiro de 1994        | Aa1    |
| 21 de agosto de 1998        | Db2    |
| 19 de agosto de 2030        | Da2    |
| 18 de junho de 2032         | Da1    |
| 5 de novembro de 2059       | Aa1    |
| 17 de junho de 2064         | Db2    |
| 5 de novembro de 2091       | Ab2    |
| 16 de junho de 2096         | Da2    |
| 16 de abril de 2098         | Da1    |
| 2 de setembro de 2125       | Aa1    |
| 16 de abril de 2130         | Db2    |
| 2 de setembro de 2157       | Ab2    |
| 14 de abril de 2162         | Da2    |
| 12 de fevereiro de 2164     | Da1    |
| 30 de junho de 2191         | Aa1    |
| 11 de fevereiro de 2196     | Db2    |
| 1 de julho de 2223          | Ab2    |
| 11 de fevereiro de 2228     | Da2    |
| 11 de dezembro de 2229      | Da1    |
| 27 de abril de 2257         | Aa1    |
| 10 de dezembro de 2261      | Db2    |
| 27 de abril de 2289         | Ab2    |
| 8 de dezembro de 2293       | Da2    |
| 23 de fevereiro de 2323     | Aa1    |
| 8 de outubro de 2327        | Db2    |
| 23 de fevereiro de 2355     | Ab2    |
| 7 de outubro de 2359        | Da2    |
| 4 de agosto de 2393         | Db2    |
| 20 de dezembro de 2420      | Ab2    |
| 3 de agosto de 2425         | Da2    |
| 20 de dezembro de 2452      | Aa2    |
| 2 de agosto de 2457         | Db3    |
| 2 de junho 2459             | Db2    |

## Trânsitos simultâneos
A ocorrência simultânea de um trânsito de Mercúrio e um trânsito de Vênus em Marte é um evento raro, mas de certa maneira mais frequente que na Terra, e os próximos ocorrerão nos anos 19536, 19536 e 20029.
Em várias ocasiões um evento quase idêntico é previsto: um trânsito de Mercúrio e um trânsito de Vênus, ou trânsito da Terra se sucederão, um após o outro, em um intervalo de poucas horas.
Em 16 de janeiro de 18551, os trânsitos de Mercúrio e de Vênus estarão separados por 14 horas.
A ocorrência simultânea de um trânsito da Terra e um trânsito de Vênus é extremamente rara, e o próximo ocorrerá no ano 571471.